# 軍史館命案
軍史館命案是發生於1999年6月19日，在臺北市國軍歷史文物館（簡稱「軍史館」）的一起性侵殺人案。六天後，板橋地檢署、台北縣政府警察局三重分局宣布偵破該案，負責看管軍史館的中華民國陸軍二兵郭慶和坦承誘騙張富貞至館長室浴廁內性侵殺害。

## 經過
1999年6月19日下午二時，家住臺北縣三重市（今新北市三重區）的景美女中二年級女學生張富貞（1982年3月13日—1999年6月19日），因為學校的軍訓作業，搭乘其兄之機車到軍史館找尋資料，並約定一小時後在原地接他回家，但時間到了卻沒接到人。眼看時間一分一秒流逝，在等不到以及聯絡不上張富貞的情況下，她的家人開始緊張，遂向軍史館所在轄區的臺北市政府警察局中正第一分局、以及住家所在的臺北縣政府警察局三重分局報案。
警方與家人去軍史館搜尋，但軍史館卻以「非開放時間」為由拒絕警方進入搜索。21日，軍史館始讓警方進入，但館長李明德上校卻藉故阻擾警方進入館長室及會議室，並向張的家人說軍史館很安全，對方一定是逃家。又說該館錄影不錄白天，晚上才錄。但後來又改口說，端午節三天的假期不錄影。自此案情陷入膠著，只好在報上發佈尋人啟事。22日一早，警方研判被害人家境狀況排除擄人勒贖的可能，推斷張女是在軍史館失蹤，警方與家人堅持一定要看到錄影帶，軍史館卻拿5月19日的錄影帶搪塞，企圖包庇嫌犯。23日深夜，警方根據被害人哥哥的供詞，他在門口等候時，曾有穿著運動服的軍史館士兵詢問他有什麼事情，於是警方要求當日值班的士兵，全部換上運動服供他指認。更衣時，士兵郭慶和行動遮遮掩掩，胸前又有抓痕，警方於是鎖定他為嫌疑犯。軍方卻藉口郭是軍人，要求由軍事檢察機關審問，拒絕警方逮捕。但現場受害者是平民，且早已向警方報案，檢警依法有權偵辦，於是封鎖軍史館，警方鑑識人員進入採證。
連夜偵訊後，郭慶和坦承犯案，他見被害人瘦弱可欺，於是誘騙她到館長室性侵害。因為被害人極力反抗，於是把被害人勒死後姦屍，再以4個垃圾袋將屍體包裹放在軍史館內，隨後到三重租車與同事將車開往南部，20日凌晨4時返回臺北，並用買東西的藉口將屍體搬入車內，開車前往臺北縣板橋市（今新北市板橋區）廣權路五權公園前的停車場附近草叢棄屍，隨後警察尋獲屍體後宣佈破案，同年軍法速審速決，7月19日軍事法官依陸海空軍刑法中《強制婦女性交罪》和刑法《殺人罪》、《遺棄屍體罪》，從重論處，判處郭慶和死刑，8月3日軍方執法人員將郭慶和由新店軍人監獄移送至土城看守所刑場槍決伏法 。

## 疑點
雖兇手快速遭到槍決，但此案仍有疑點尚未釐清之前就快速判決，因此有人質疑軍方的速判動機。
疑點一：
根據軍方的說法，李明德上班後發現他的房間凌亂、廁所洗臉台下的水管被破損斷裂，接著又發生家屬找人事件，於是立刻找來19日值班的勤務兵問明白。而此時警方已即時通報軍史館館方關於張富貞失蹤案，身為館長的李明德發現異常應可推測館長室可能成為關係地，不應湮滅證據。
疑點二：
案發當時，館內尚有值日官與另一名值勤士兵，前者在一樓看電視，後者則在寢室睡覺，但兩人都未被軍方調查人員列為證人或嫌疑人。此外，兇手只是名新兵，應無調遣其他士兵之職權。且兇手並非台北人，對台北周邊地區的道路不熟，可獨自一人租車並開車棄屍的可能性低。
疑點三：
身為館長又是上校的李明德為何故意隱瞞，例如刪除當日監視錄影、令人清理過命案現場導致證據被破壞等等。
軍方判案快速的解決態度讓被害人家屬質疑案情並不單純，兇手家屬也質疑此案可能有其他共犯，郭慶和可能只是最後的執行者而非主謀。。